# Belvosia ansata
Belvosia ansata är en tvåvingeart som beskrevs av Henry J. Reinhard 1951. Belvosia ansata ingår i släktet Belvosia och familjen parasitflugor. Inga underarter finns listade i Catalogue of Life.